# Élections législatives de 1968 dans la Haute-Vienne
Les élections législatives françaises de 1968 se déroulent les 23 et 30 juin 1968. Dans le département de la Haute-Vienne, trois députés sont à élire dans le cadre de trois circonscriptions.

## Élus
| Circonscription | Député sortant   | Parti | Parti       | Député élu ou réélu | Parti | Parti       |
| --------------- | ---------------- | ----- | ----------- | ------------------- | ----- | ----------- |
| 1re             | René Regaudie    |       | FGDS (SFIO) | René Regaudie       |       | FGDS (SFIO) |
| 2e              | Marcel Rigout    |       | PCF         | Jacques Boutard     |       | PDM         |
| 3e              | Louis Longequeue |       | FGDS (SFIO) | Louis Longequeue    |       | FGDS (SFIO) |

## Résultats

### Résultats à l'échelle du département
| Parti          | Parti                                           | Premier tour | Premier tour | Second tour | Second tour | Sièges |
| Parti          | Parti                                           | Voix         | %            | Voix        | %           | Sièges |
| -------------- | ----------------------------------------------- | ------------ | ------------ | ----------- | ----------- | ------ |
|                | Union pour la défense de la République          | 58 164       | 33,16        | 51 705      | 30,14       | 0      |
|                | Union des républicains de progrès               | 58 164       | 33,16        | 51 705      | 30,14       | 0      |
|                |                                                 |              |              |             |             |        |
|                | Section française de l'Internationale ouvrière  | 43 208       | 24,64        | 67 992      | 39,63       | 2      |
|                | Fédération de la gauche démocrate et socialiste | 43 208       | 24,64        | 67 992      | 39,63       | 2      |
|                |                                                 |              |              |             |             |        |
|                | Parti communiste français                       | 56 522       | 32,23        | 25 554      | 14,89       | 0      |
|                | Progrès et démocratie moderne                   | 13 770       | 7,85         | 26 321      | 15,34       | 1      |
|                | Parti socialiste unifié                         | 3 725        | 2,12         |             |             | 0      |
|                |                                                 |              |              |             |             |        |
| Inscrits       | Inscrits                                        | 225 627      | 100,00       | 225 643     | 100,00      | 3      |
| Abstentions    | Abstentions                                     | 46 597       | 20,65        | 50 246      | 22,27       |        |
| Votants        | Votants                                         | 179 030      | 79,35        | 175 397     | 77,73       |        |
| Blancs et nuls | Blancs et nuls                                  | 3 641        | 2,03         | 3 825       | 2,18        |        |
| Exprimés       | Exprimés                                        | 175 389      | 97,97        | 171 572     | 97,82       |        |

### Résultats par circonscription

#### Première circonscription (Limoges - Saint-Léonard-de-Noblat)
| Candidat       | Candidat                    | Parti          | Premier tour | Premier tour | Second tour | Second tour |  |
| Candidat       | Candidat                    | Parti          | Voix         | %            | Voix        | %           |  |
| -------------- | --------------------------- | -------------- | ------------ | ------------ | ----------- | ----------- |  |
|                | Louis Limoujoux             | UDR (URP)      | 22 817       | 37,5         | 24 942      | 42,71       |  |
|                | René Regaudie sortant réélu | FGDS (SFIO)    | 18 639       | 30,64        | 33 452      | 57,29       |  |
|                | Hélène Constans             | PCF            | 17 377       | 28,56        | Retrait     | Retrait     |  |
|                | André Buisson               | PSU            | 2 009        | 3,30         |             |             |  |
|                |                             |                |              |              |             |             |  |
| Inscrits       | Inscrits                    | Inscrits       | 79 192       | 100,00       | 79 207      | 100,00      |  |
| Abstentions    | Abstentions                 | Abstentions    | 17 047       | 21,53        | 19 367      | 24,45       |  |
| Votants        | Votants                     | Votants        | 62 145       | 78,47        | 59 840      | 75,55       |  |
| Blancs et nuls | Blancs et nuls              | Blancs et nuls | 1 303        | 2,1          | 1 446       | 2,42        |  |
| Exprimés       | Exprimés                    | Exprimés       | 60 842       | 97,9         | 58 394      | 97,58       |  |

#### Deuxième circonscription (Saint-Junien)
| Candidat       | Candidat              | Parti          | Premier tour | Premier tour | Second tour | Second tour |  |
| Candidat       | Candidat              | Parti          | Voix         | %            | Voix        | %           |  |
| -------------- | --------------------- | -------------- | ------------ | ------------ | ----------- | ----------- |  |
|                | Marcel Rigout sortant | PCF            | 20 865       | 40,76        | 25 554      | 49,26       |  |
|                | Jacques Boutard élu   | PDM            | 13 770       | 26,90        | 26 321      | 50,74       |  |
|                | Gabriel Marsaud       | UDR (URP)      | 12 143       | 23,72        | Retrait     | Retrait     |  |
|                | Guy Cuisinier         | FGDS (SFIO)    | 4 414        | 8,62         |             |             |  |
|                |                       |                |              |              |             |             |  |
| Inscrits       | Inscrits              | Inscrits       | 64 612       | 100,00       | 64 611      | 100,00      |  |
| Abstentions    | Abstentions           | Abstentions    | 12 378       | 19,16        | 11 744      | 18,18       |  |
| Votants        | Votants               | Votants        | 52 234       | 80,84        | 52 867      | 81,82       |  |
| Blancs et nuls | Blancs et nuls        | Blancs et nuls | 1 042        | 1,99         | 992         | 1,88        |  |
| Exprimés       | Exprimés              | Exprimés       | 51 192       | 98,01        | 51 875      | 98,12       |  |

#### Troisième circonscription (Limoges - Bellac)
| Candidat       | Candidat                       | Parti          | Premier tour | Premier tour | Second tour | Second tour |  |
| Candidat       | Candidat                       | Parti          | Voix         | %            | Voix        | %           |  |
| -------------- | ------------------------------ | -------------- | ------------ | ------------ | ----------- | ----------- |  |
|                | Philippe Chabassier            | UDR (URP)      | 23 204       | 36,63        | 26 763      | 43,66       |  |
|                | Louis Longequeue sortant réélu | FGDS (SFIO)    | 20 155       | 31,81        | 34 540      | 56,34       |  |
|                | Alphonse Denis                 | PCF            | 18 280       | 28,85        | Retrait     | Retrait     |  |
|                | Daniel Angleraud               | PSU            | 1 716        | 2,71         |             |             |  |
|                |                                |                |              |              |             |             |  |
| Inscrits       | Inscrits                       | Inscrits       | 81 823       | 100,00       | 81 825      | 100,00      |  |
| Abstentions    | Abstentions                    | Abstentions    | 17 172       | 20,99        | 19 135      | 23,39       |  |
| Votants        | Votants                        | Votants        | 64 651       | 79,01        | 62 690      | 76,61       |  |
| Blancs et nuls | Blancs et nuls                 | Blancs et nuls | 1 296        | 2            | 1 387       | 2,21        |  |
| Exprimés       | Exprimés                       | Exprimés       | 63 355       | 98           | 61 303      | 97,79       |  |